# Kadlapanahalli, Dod Ballapur
Kadlapanahalli là một làng thuộc tehsil Dod Ballapur, huyện Bangalore Rural, bang Karnataka, Ấn Độ.